# 仙台南トラックターミナル
仙台南トラックターミナル（せんだいみなみトラックターミナル）は、宮城県名取市 (仙台南インターチェンジそば) にある公共トラックターミナルである。
東北高速道路ターミナル株式会社が運営する。

## 所在地
- 宮城県名取市高舘熊野堂字余方上30番地[2]

## 沿革
- 供用開始　1979年4月1日

## 施設
- 敷地面積　34,629平方メートル
- バース数　20バース
- 貨物取扱能力　900トン／日
- 西濃運輸仙台南支店

### 付帯設備
- 洗車